# 平方浩介
平方 浩介（ひらかた こうすけ、1936年〈昭和11年〉 - ）は、日本の児童文学作家・元教員。実父は児童文学者の平方久直、叔母にアマチュア写真家増山たづ子（徳山ダムの底に沈む徳山村の記録を撮り続けた）がいる。

## 略歴
岐阜県揖斐郡徳山村（現・揖斐川町）出身。國學院大學卒業。その後、郷里の徳山村で教員をしていた1979年に小説『じいと山のコボたち』を執筆した。これが代表作となり、1983年公開の映画『ふるさと』の原作にもなった。徳山村廃村後は岐阜県関市在住となる。「岐阜九条の会」代表呼びかけ人でもある。

## 著作物
- じいと山のコボたち（童心社のちフォア文庫）
- こぶしの谷（童心社）
- 大きくなれ!竜太（学校図書）
- さいごの夏休み（童心社）
- 日本一のムダ（燦葉出版社）